# Xã Spring, Quận Crawford, Pennsylvania
Xã Spring (tiếng Anh: Spring Township) là một xã thuộc quận Crawford, tiểu bang Pennsylvania, Hoa Kỳ. Năm 2010, dân số của xã này là 1.548 người.